# Apanteles racilla
Apanteles racilla är en stekelart som beskrevs av Nixon 1965. Apanteles racilla ingår i släktet Apanteles och familjen bracksteklar. Inga underarter finns listade i Catalogue of Life.